# Hana Elhebshi
Hana Elhebshi (El Hebshi), född 1985, är en arkitekt och människorättsaktivist från Libyen. 
Elhebshi arbetade som arkitekt i Tripoli och blev i samband med den arabiska våren 2011 och efterföljande revolution i Libyen cyberaktivist. Hon kom att rapportera online under pseudonymen Numidia om Gaddafis brott mot mänskliga rättigheter.
Elhebshi tilldelades 2012 International Women of Courage Award.